# Качуровский, Владимир Иванович
Влади́мир Ива́нович Качуро́вский (28 апреля 1941, Слободка Гумецкая Каменец-Подольского района Хмельницкой области — 27 июня 2019, Пермь) — советский и российский педагог, организатор образования на Западном Урале. Заведующий Пермским городским (1972—1982) и Пермским областным отделом народного образования (1982—1988). Проректор по вечернему и заочному обучению (1992—2002), заведующий кафедрой педагогики (1998—2017) Пермского университета, академик Российской академии естествознания и Российской академии социального образования. Почётный гражданин Пермского края.

## Биография
В 1963 году окончил физико-математический факультет Каменец-Подольского государственного педагогического института. До 1965 года служил в Советской армии (воинское звание — капитан).
С 1965 года работал в Перми на различных должностях в сфере образования и науки.
В 1968—1969 годах — директор средней школы № 134.
В 1969—1972 годах — заместитель заведующего и с 1972 по 1982 годы — заведующий Пермским городским отделом образования.
В 1978 году защитил кандидатскую диссертацию «Организационно-педагогические проблемы режима продлённого дня в общеобразовательной школе» в Академии педагогических наук СССР.
С 1982 по 1988 годы — заведующий Пермским областным отделом народного образования.
С 1988 года — заведующий кафедрой педагогики Пермского государственного университета.
В 1992-2002 годах — проректор по вечернему и заочному обучению (проректор по учебной работе, проректор по учебной работе, проректор по вечернему, заочному и дистанционному обучению), профессор.
Под его непосредственным руководством создавались и реализовывались многие региональные проекты и программы («Программа развития высшего образования на 1997—2000 гг.», «Концепция региональных образовательных стандартов», «Концепция управления качеством образования» и др.). Руководил научным направлением (образовательные технологии) в программе «Университеты России — фундаментальные исследования».

## Научная деятельность
Область научных интересов — гуманизация образования, новые обучающие технологии, организационно-педагогические аспекты учебного процесса. Читает для студентов фундаментальные курсы "Педагогика", "Методика преподавания в вузе" и др.

## Организационно-административная деятельность в ПГУ
В 1990-е годы в должности проректора курировал одно из направлений программы "Университеты России", которое было поручено Пермскому университету.
В годы работы в должности проректора поднял авторитет психолого-педагогических дисциплин. В должности заместителя председателя приёмной комиссии перевёл на новые технологии оценочных знаний абитуриентов (тестовые технологии). При непосредственном участии был создан центр дополнительных образовательных услуг университета.
1996–2000 годы под руководством В. И. Качуровского разрабатывалась региональная программа по развитию высшего образования Пермской области. Данная программа имела большое значение не только в обеспечении реализации намеченных рубежей в высшем образовании, но и позволила показать открытость образования ВУЗов всего региона.
В 1992–2002 годы возглавлял совет по питанию в университете. Совет выстроил модель питания, которую в дальнейшем перенимали другие ВУЗы. Были разработаны: вопросы качественного питания, питания для студентов и преподавателей университета с диетическими особенностями, налажена приемлемая структура ценообразования.

## Общественная деятельность
В годы работы в Пермском городском отделе образования, в должности заместителя заведующего в системе образования В. И. Качуровский внёс ощутимый вклад: состоялся переход на две смены в образовании за счёт привлечения промышленных предприятий города к строительству новых школ и дошкольных учреждений, переход от котельного отопления в учебных учреждений к центральному. Вся инфраструктура: дополнительного образования Дворец пионеров, спортивные школы, стадионы, ледовый дворец, детский парк (парк им. М. Горького) были построены при непосредственном контроле В. И. Качуровского. За счёт строительства дошкольных учреждений к концу 1970-х годов мест в них было больше, чем детей дошкольного возраста.
В 1986–1988 годах начал работу по открытию педагогического института на севере Пермского края. В 1991 году по инициативе В. И. Качуровского был открыт Соликамский педагогический институт. С 2013 года институт был присоединён в качестве филиала к Пермскому университету.
С 1990–2015 годы — председатель жюри краевого конкурса "Учитель года".
С 1995 года — член Экспертного совета по инновационной деятельности в системе образования Пермского края (ранее — Пермской области).
С 2000 года — член Комиссии по вопросам помилованию заключённых при губернаторе Пермского края.

## Избранные работы
В. И. Качуровский опубликовал более 120 научных и методических работ. Среди них:
- Качуровский В. В. // Уйдя в бесконечность... Пермь Изд-во Перм. ун-та 1994. 96 с.
- Качуровский В. И. Профориентация в школах города / Народное образование, 1974, № 6.
- Качуровский В. И. Образование — отличительная черта XXI века. Вестник Пермского университета. 2002. Вып.4. Университетское образование и регионы. С. 9–14.
- Качуровский В. И. Какая шкала оценок нужна образованию России/Качество социально-гуманитарного образования в вузе: состояние, пути, формы и методы его развития. Пермь, март 2003. С. 136–140.
- Качуровский В. И. Патриотическое воспитание учащихся на уроке и во внеклассной работе / Начальная школа, 1975, № 11.
- Качуровский В. И. Творческие поиски учителей / Народное образование, 1976, № 10.
- Качуровский В. И. Об изучении опыта работы школ и групп продленного дня / Советская педагогика, 1978, № 5.
- Качуровский В. И., Онянов Ю.П. Новое серьёзное исследование / Народное образование, 1979, № 1.
- Качуровский В. И. Правовое воспитание в школе / Социалистическая законность, 1984, № 10.
- Качуровский В. И. К единой системе профориентации / Советы народных депутатов, 1985, № 11.
- Качуровский В. И. Совершенствовать профориентацию / Народное образование, 1986, № 1.
- Качуровский В. И. Совершенствовать процесс воспитания и обучения детей в дошкольных учреждениях / Дошкольное воспитание, 1989, № 2.
- Качуровский В. И. Методические рекомендации по изучению материалов и документов Всесоюзного съезда работников народного образования / Пермь, 1989.
- Качуровский В. И. Актуальные вопросы народного образования и общеобразовательной школы в курсе педагогики / Пермь, 1990.
- Качуровский В. И. Деловая игра Невербальное общение, Методическое пособие / Пермь, 1992.
- Качуровский В. И. Педагогическая задача в учебном курсе Педагогика. Методическое пособие / Пермь, 2001.
- Качуровский В. И. Методика преподавания в вузе. Учебное пособие. Пермь, 2004.
- Качуровский В. И. Теория и методика преподавания в высшей школе. Учебное пособие / Пермь, 2007.
- Качуровский В. И. Индивидуализация обучения в личностно-ориентированном подходе к образованию // Индивидуализация образования  в старшей школе: опыт, проблемы, перспективы. Материалы межрегиональной научно-практической конференции (Пермь — Усть-Качка, 11 — 13 декабря). Пермь, 2014. С. 47–49.
- Качуровский В. И. Компетентностный подход в преподавании профессиональных дисциплин // Вестник ПГГПУ. — серия № 1. Психологические и педагогические науки. (Выпуск 2 (часть2 /2014)). — Пермь, 2014. С. 54–58. Журнал включён в РИНЦ, договор № 270 — 04 / 2014 от 28.04.2014.
- Качуровский В. И. Учебно-методический потенциал современного педагогического образования // Педагогическое образование в системе гуманитарного знания: сб. статей Всероссийского научного конгресса / Приложение № 1 к журналу Вестник Вятского государственного гуманитарного университета. — Киров: Издательство ВятГГУ, 2014. С. 98–103.
- Качуровский В. И. Учебно-методический потенциал педагогических дисциплин // Университетское образование /  Вестник Пермского университета, выпуск №7. Пермь: Типография ПГНИУ, 2012. С. 39–44.

## Награды
- орден «Знак Почёта» (1976).
- знак «Отличник народного просвещения» (1980).
- звание «Заслуженный учитель школы РСФСР» (1980).
- орден Дружбы (2002).
- лауреат премии Пермского края в области науки I степени за лучшую работу в области педагогики и психологии (2007).
- звание «Почётный гражданин Пермского края» (2009).

Кафедра педагогики, возглавляемая В. И. Качуровским, за лекторское мастерство и достижения в области развития образования в России была награждена Российской академией естествознания знаком «Золотая кафедра России» (2011).